# (5014) Gorchakov
(5014) Gorchakov ist ein Asteroid des Hauptgürtels, der am 19. September 1974 von der russischen Astronomin Ljudmila Iwanowna Tschernych am Krim-Observatorium (IAU-Code 095) entdeckt wurde.
Der Asteroid wurde am 8. August 1998 nach dem russischen Diplomaten und Außenminister Alexander Michailowitsch Gortschakow benannt.